# フジサンケイレディスクラシック

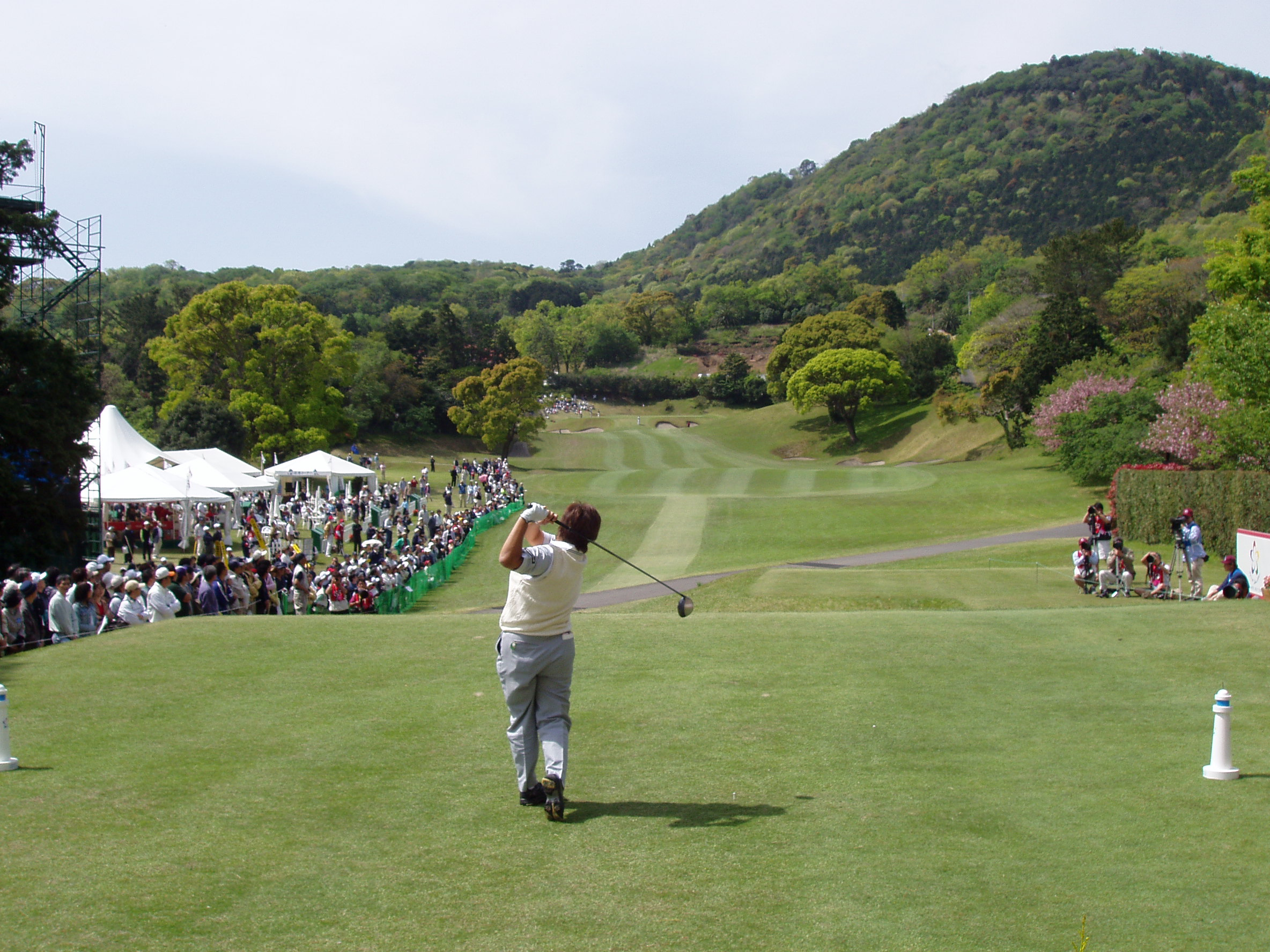
第24回フジサンケイレディスクラシック 1番ホール 岡本綾子のテイーショット（2005年4月23日撮影）

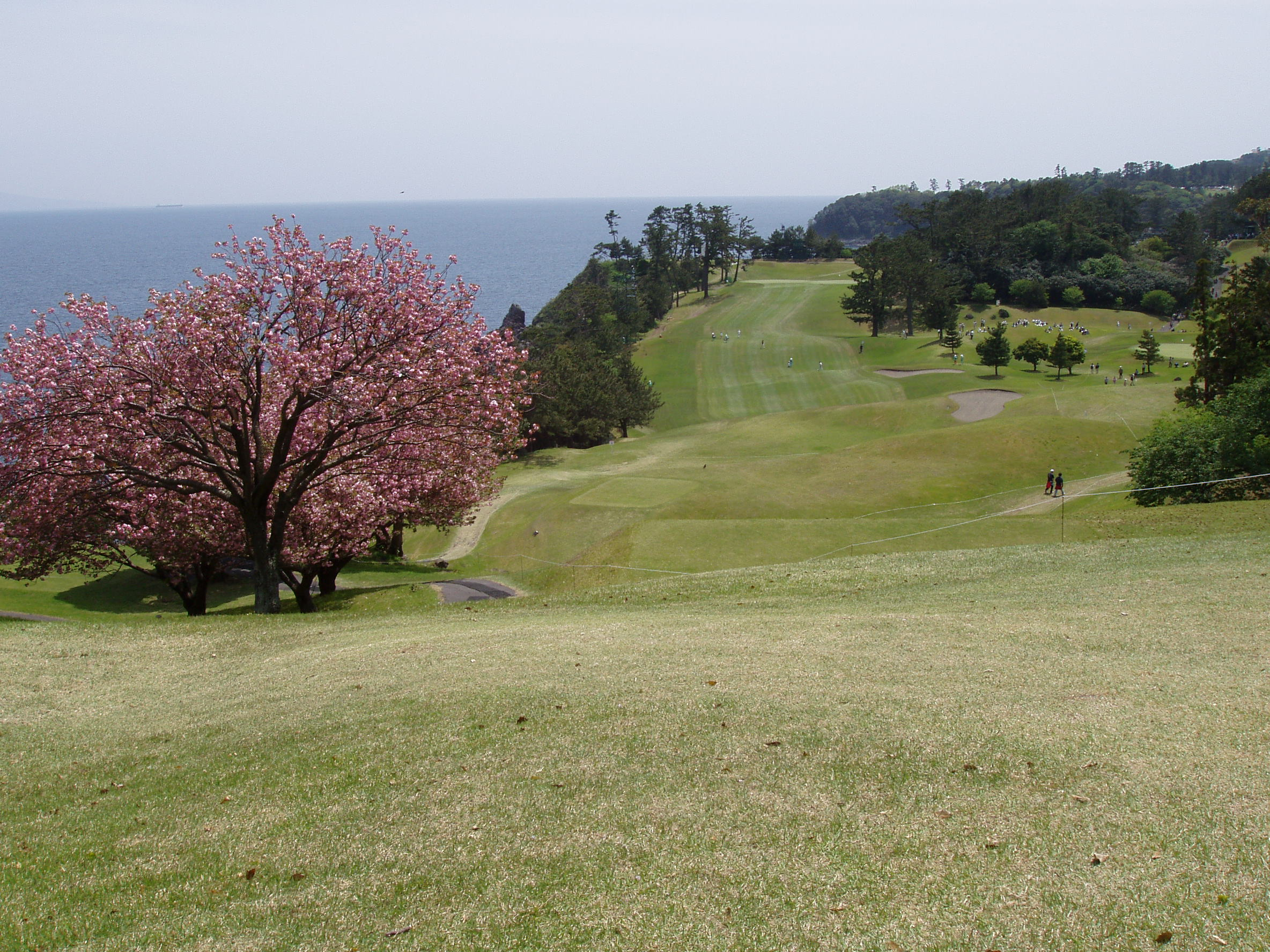
15番ホール ティーグラウンド（2005年4月23日撮影）

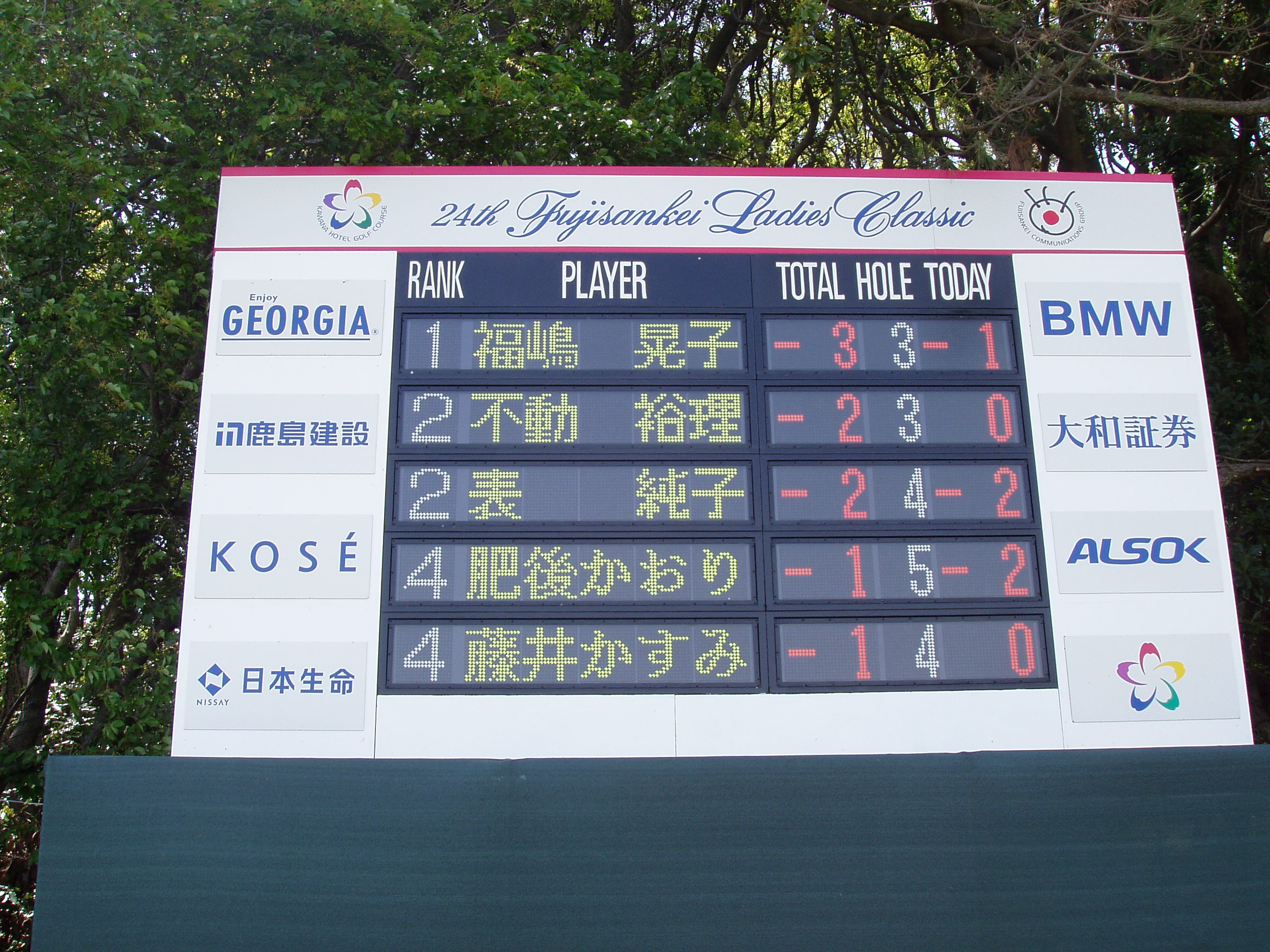
第2日のスコアボード（2005年4月23日撮影）

フジサンケイレディスクラシックは、フジサンケイグループ主催の日本のゴルフトーナメント。

## 概要
本大会は1982年、男子のフジサンケイクラシックと対をなす女子ゴルフトーナメントとして創設された。男子と同様、第1回から現在に至るまで、戸張捷が一貫して大会プロデュースを担当している。
2003年の第22回大会までは、9月初旬に山梨県富士河口湖町の富士桜カントリー倶楽部にて行われていたが、2005年からは男子の「フジサンケイクラシック」と入れ替える形で、開催時期が4月下旬（ゴールデンウィーク）に、会場も世界屈指の難コースとして知られる静岡県伊東市の川奈ホテルゴルフコース 富士コースに変更となった。2020年は新型コロナウイルス感染拡大のため、2025年は中居正広・フジテレビ問題の影響でそれぞれ開催を中止した。
2023年現在、賞金総額8000万円、優勝賞金1440万円。

### 補足
- 優勝トロフィーは七宝焼きの大皿であり、色とりどりの花がデザインされたものが贈呈される。
- 優勝賞品にはSUBARU車が贈呈される。
- 表彰式でのプレゼンターはフジサンケイグループ代表が務めている。過去にはフジテレビのドラマに出演する男性タレントや男性アナウンサーが担当することもあった。

## ホールインワン賞
- 17番ホールでは「ホールインワン賞」として賞金100万円×出なかった年数分（キャリーオーバー、旭化成提供 2012年より）が贈呈される。この大会では1985年からホールインワン賞のキャリーオーバー制が導入され、未達成の時点で100万円ずつ翌年へ繰り越され、上限は800万円に設定された。[5]
- なお、この大会において最高額となる800万円のホールインワン賞を獲得したのは下川めぐみと幡野夏生の2人。
  - 下川は2013年の第32回大会において最終日にこれを達成した。ちなみにこの大会では1990年（当時のコースはファイブハンドレッド）にコウ・ゲッキンが達成して以降、対象ホールにおけるホールインワンが出ておらず、下川のこのホールインワンは23年ぶりの快挙であった。
  - また、幡野は2018年の第37回大会において初日にこれを達成した。幡野はこの大会がプロとしてのツアー初出場であり、成績は12位だったがこのホールインワン賞の賞金と併せて、2位の選手よりも多く賞金を稼ぎ「すごくうれしい」と素直に喜んだという。表彰式では幡野にホールインワン賞の賞金パネルが贈られる際に、インタビュアーの戸張捷が「2位の賞金より多い…」と発言するやギャラリーの大爆笑を誘った。[6]
- この他、2021年の第39回大会でペ・ソンウがホールインワン賞を獲得。これを達成したのが2日目だったのだが、ソンウはこの日16番ホールまで終えて予選通過ラインの2オーバーという成績で、翌日の最終日に進めるかどうかの瀬戸際だった。このホールインワンが無ければソンウは予選落ちの可能性があったことから、この時テレビ中継で解説ゲストで出演した戸張捷もこのシーンを見て「これは価値がある」と発言し、ソンウのこのプレーを讃えている。
- さらに2022年の第40回記念大会でも、藤田さいきが初日にこれを達成しホールインワン賞を獲得。藤田のこのホールインワンは日本の女子ツアー最多タイとなる自身6度目の快挙だった。[7]この大会で2年連続でホールインワン賞が出たのも、この時が初めてであった。なお、藤田はこの第40回大会では当時若手の高橋彩華に2打及ばず単独2位だったが、この年の11月に行われた第41回大王製紙エリエールレディスオープンで復活優勝を果たしている。
- 2019年の第38回大会までは達成者が複数いた場合、賞金は複数均等割りとなっていたが、2021年からはこのルールが無くなり、達成者全員にその年懸けられた金額が贈られることになった。但し、2023年現在その事例はない。

## 歴代優勝者
| 開催回 | 開催期間              | 優勝者             | スコア | 開催コース                       |
| ------ | --------------------- | ------------------ | ------ | -------------------------------- |
| 第1回  | 1982年8月13日〜15日   | 小林洋子           | -8     | ファイブハンドレッドクラブ       |
| 第2回  | 1983年8月19日〜21日   | 大迫たつ子         | -8     | ファイブハンドレッドクラブ       |
| 第3回  | 1984年8月17日〜19日   | 高村博美           | -8     | ファイブハンドレッドクラブ       |
| 第4回  | 1985年8月16日〜18日   | 涂阿玉             | -9     | ファイブハンドレッドクラブ       |
| 第5回  | 1986年8月15日〜17日   | 日蔭温子           | -7     | ファイブハンドレッドクラブ       |
| 第6回  | 1987年9月4日〜6日     | シンディ・ラリック | -3     | ファイブハンドレッドクラブ       |
| 第7回  | 1988年9月2日〜4日     | 安井純子           | -9     | ファイブハンドレッドクラブ       |
| 第8回  | 1989年9月1日〜3日     | 中島恵利華         | -2     | ファイブハンドレッドクラブ       |
| 第9回  | 1990年8月31日〜9月2日 | 平瀬真由美         | -8     | ファイブハンドレッドクラブ       |
| 第10回 | 1991年9月6日〜8日     | 寺沢範美           | -6     | ファイブハンドレッドクラブ       |
| 第11回 | 1992年9月4日〜6日     | 岡本綾子           | -9     | ファイブハンドレッドクラブ       |
| 第12回 | 1993年9月3日〜5日     | シェリー・ヒギンズ | -2     | ファイブハンドレッドクラブ       |
| 第13回 | 1994年9月2日〜4日     | 黄玥珡             | -6     | ファイブハンドレッドクラブ       |
| 第14回 | 1995年9月1日〜3日     | 安井純子           | -4     | ファイブハンドレッドクラブ       |
| 第15回 | 1996年8月30日〜9月1日 | 岡本綾子           | -6     | 富士桜カントリー倶楽部           |
| 第16回 | 1997年9月5日〜7日     | 高村亜紀           | -2     | 富士桜カントリー倶楽部           |
| 第17回 | 1998年9月4日〜6日     | 石原端子           | EVEN   | 富士桜カントリー倶楽部           |
| 第18回 | 1999年9月3日〜5日     | 米山みどり         | -6     | 富士桜カントリー倶楽部           |
| 第19回 | 2000年9月1日〜3日     | 平瀬真由美         | -8     | 富士桜カントリー倶楽部           |
| 第20回 | 2001年8月31日〜9月2日 | 島袋美幸           | +1     | 富士桜カントリー倶楽部           |
| 第21回 | 2002年9月6日〜8日     | 具玉姫             | -7     | 富士桜カントリー倶楽部           |
| 第22回 | 2003年9月5日〜7日     | 塩谷育代           | -11    | 富士桜カントリー倶楽部           |
| 第23回 | 2004年9月3日〜5日     | 藤井かすみ         | -5     | 富士レイクサイドカントリー倶楽部 |
| 第24回 | 2005年4月22日〜24日   | 藤井かすみ         | -3     | 川奈ホテルゴルフコース富士コース |
| 第25回 | 2006年4月21日〜23日   | 大山志保           | -1     | 川奈ホテルゴルフコース富士コース |
| 第26回 | 2007年4月20日〜22日   | 佐伯三貴           | -6     | 川奈ホテルゴルフコース富士コース |
| 第27回 | 2008年4月25日〜27日   | 上原彩子           | -8     | 川奈ホテルゴルフコース富士コース |
| 第28回 | 2009年4月24日〜26日   | タミー・ダーディン | -7     | 川奈ホテルゴルフコース富士コース |
| 第29回 | 2010年4月23日〜25日   | 服部真夕           | -7     | 川奈ホテルゴルフコース富士コース |
| 第30回 | 2011年4月22日〜24日   | 金田久美子         | -5     | 川奈ホテルゴルフコース富士コース |
| 第31回 | 2012年4月20日〜22日   | 大江香織           | -9     | 川奈ホテルゴルフコース富士コース |
| 第32回 | 2013年4月26日〜28日   | 佐伯三貴           | -14    | 川奈ホテルゴルフコース富士コース |
| 第33回 | 2014年4月25日〜27日   | フェービー・ヤオ   | -9     | 川奈ホテルゴルフコース富士コース |
| 第34回 | 2015年4月24日～26日   | 藤田光里           | -7     | 川奈ホテルゴルフコース富士コース |
| 第35回 | 2016年4月22日〜24日   | 大山志保           | -11    | 川奈ホテルゴルフコース富士コース |
| 第36回 | 2017年4月21日〜23日   | 吉田弓美子         | -12    | 川奈ホテルゴルフコース富士コース |
| 第37回 | 2018年4月20日〜22日   | 永峰咲希           | -10    | 川奈ホテルゴルフコース富士コース |
| 第38回 | 2019年4月26日〜28日   | 申智愛             | -8     | 川奈ホテルゴルフコース富士コース |
| 第39回 | 2021年4月23日〜25日   | 稲見萌寧           | -12    | 川奈ホテルゴルフコース富士コース |
| 第40回 | 2022年4月22日〜24日   | 高橋彩華           | -12    | 川奈ホテルゴルフコース富士コース |
| 第41回 | 2023年4月21日〜23日   | 神谷そら           | -4     | 川奈ホテルゴルフコース富士コース |
| 第42回 | 2024年4月18日〜21日   | 竹田麗央           | -12    | 川奈ホテルゴルフコース富士コース |

## テレビ放送
主催者であるフジサンケイグループの地上波・BS・CS各メディアを連動させた長時間の大型生中継が行われるのが本大会の特徴である。第1日はBSフジ、CSフジテレビONEにて生中継、フジテレビ（関東ローカル）では深夜帯にダイジェストが録画放送される。第2日については正午から午後3時半まではBSフジ、CSフジテレビONEで生中継、午後3時半から午後4時半まではフジテレビ系列局で生中継される。最終日については午前中から午後1時半まではBSフジ、CSフジテレビONE、午後1時半から午後3時まではフジテレビ系列局で生中継、午後3時以降はBSフジ、CSフジテレビONEで生中継される。生中継が放送予定枠の尺に収まらない場合は、BSフジのマルチチャンネル編成を活用するなどの柔軟な番組編成がなされている。制作は主催のフジテレビで、地元局で後援のテレビ静岡が協力にあたる。
中止となった2020年大会では、2日目と最終日の地上波枠にて過去の大会を振り返る特別編を放送、BSフジやCSフジテレビONEでは特別編のディレイ放送や別番組を代替放送した。